# Pontus Kåmark
Pontus Kåmark (* 5. April 1969 in Västerås) ist ein schwedischer Fußballspieler.
Seine Karriere begann der Verteidiger Pontus Kåmark in seiner Heimatstadt Västerås beim Västerås SK. Nach vier Saisons im ersten Kader wechselte er zum IFK Göteborg. Aufgrund seiner guten Leistungen, auch in der Nationalmannschaft, wurde der englische Klub Leicester City auf ihn aufmerksam, für den er von 1995 bis 1999 spielte. Seine Karriere beendete der Spieler 2001 in Stockholm beim AIK Solna. Er kann auf 57 Länderspiele und den dritten Platz bei der Fußball-Weltmeisterschaft 1994 in den USA zurückblicken. Heute arbeitet er als Kommentator beim Fernsehen.
| Personendaten    | Personendaten               |
| ---------------- | --------------------------- |
| NAME             | Kåmark, Pontus              |
| KURZBESCHREIBUNG | schwedischer Fußballspieler |
| GEBURTSDATUM     | 5. April 1969               |
| GEBURTSORT       | Västerås                    |